# Дан Еър
„Дан Еър“ (междунар. Dan Air) е румънска авиокомпания, базирана в Букурещ. Основана е в началото на 2017 г. под името Just Us Air и започва дейността си през 2018 г., а в края на 2021 г. получава сегашното си име.
Обслужва полети до Белгия, България, Великобритания, Дания, Германия, Ирландия, Испания, Италия, Кипър и Франция.